# HTS Eindhoven
De HTS was een onderwijsinstelling in de stad Eindhoven, oorspronkelijk gevestigd aan Frederiklaan 60b.

## Geschiedenis
In 1938 werd de Stichting Middelbare Technische School Eindhoven opgericht. Doel was om aan de vraag naar technisch geschoold middenkader door de industrie te voldoen. Aanvankelijk was er in afdelingen voor werktuigbouwkunde en elektrotechniek voorzien.
Als zodanig startte de MTS in 1940 in enkele lokalen van de aangrenzende Philips Bedrijfsschool. In 1942 trok men in een monumentaal gebouw aan Frederiklaan 60b dat door Philips aan de stad werd geschonken onder voorwaarde dat het altijd een schoolgebouw zou blijven.
In 1951 werd de afdeling chemische techniek gestart. Later kwam daar ook technische natuurkunde bij.
De MTS-opleiding werd al in 1951 van naam veranderd: het werd HTS (de naam MTS werd voortaan gegeven aan wat voordien UTS heette). In 1991 werd de HTS onderdeel van: Fontys Hogescholen. Deze kreeg een nieuw gebouw op de Fontys campus. Toen vestigde zich het ROC Eindhoven (vanaf 2013: Summa College) in het voormalig HTS-gebouw. Het naastgelegen grotere gebouw van de Philips Bedrijfsschool was al overgedragen aan het ROC. Doch ook het Summa College verliet dit gebouw, dat verkocht werd aan projectontwikkelaar Foolen & Reijs. In de voormalige Bedrijfsschool werden woningen gebouwd en het HTS-gebouw werd vanaf 2018 verhuurd aan het Luzac College.
Het voormalig HTS-gebouw is geklasseerd als gemeentelijk monument.